# Lady in White
Lady in White (El misterio de la dama de blanco en México, La dama de blanco en Perú y El misterio de la dama blanca en España) es una película estadounidense de 1988 dirigida por Frank LaLoggia. Está protagonizada por Lukas Haas, Len Cariou, Alex Rocco, Katherine Helmond, Jason Presson, Joelle Jacobi, Jared Rushton y Gregory Levinson. La película se estrenó el 22 de abril de 1988.

## Sinopsis
La historia se basa en la leyenda urbana de la dama de blanco, que, en esta obra, es la tía del fantasma de una niña víctima de un asesino serial. En el pueblo ficticio de Hollow Point en la víspera del Día de Todos los Santos de 1962, un niño (Frankie Scarlatti, representado por Lukas Haas) se queda atrapado en el guardarropas del colegio y tiene una visión: presencia el crimen de una niña cometido años atrás en el mismo sitio. Por dicho asesinato se había acusado y detenido al conserje, quien es inocente. Con la ayuda del fantasma de la niña (sobrina de la dama de blanco), el niño tratará de encontrar la forma de que se haga justicia y el fantasma pueda descansar en paz.

## Reparto
- Lukas Haas - Frankie Scarlatti
- Len Cariou - Phil Terragarosa
- Alex Rocco - Angelo "Al" Scarlatti
- Katherine Helmond - Amanda Harper
- Jason Presson - Geno Scarlatti
- Joelle Jacobi - Melissa Anne Montgomery
- Jared Rushton - Donald
- Gregory Levinson - Louie

## Producción
La producción tuvo un costo de 4,7 millones de dólares, pero tuvo una recaudación de tan solo 1,7 millones.[cita requerida] El productor ejecutivo fue el primo del director, un analista de acciones de la Bolsa de Nueva York llamado Charles LaLoggia, quien fundó el estudio cinematográfico New Sky Communications con el único fin de financiar el rodaje de la película. La mayor parte de la filmación se realizó en el pueblo de Lyons (Nueva York).

## Recepción de la crítica
Escribiendo en el Chicago Sun-Times, Roger Ebert declaró: «Lady in White, like most good films, depends more on style and tone than it does on story, and after a while it's the whole insidious atmosphere of the film that begins to envelop us.» («Lady in White, como la mayoría de las buenas películas, depende más del estilo y el tono que de la historia y, después de un tiempo, es toda la atmósfera insidiosa de la película la que comienza a envolvernos»).
Caryn James, crítico cinematográfico del New York Times, señaló que: «[...] the heavy-handed subplot about 60's racism loads the film with more social weight than it can carry. And most damaging, we guess who the murderer is very near the film's beginning.» («[...] la subtrama de mano dura del racismo de los años 60 carga la película con un peso social mayor al que puede transportar. Y más perjudicial, suponemos que el asesino está muy cerca del comienzo de la película.»).
Lady in White mantiene un 67% de aprobación en el sitio Rotten Tomatoes.

## Premios y nominaciones

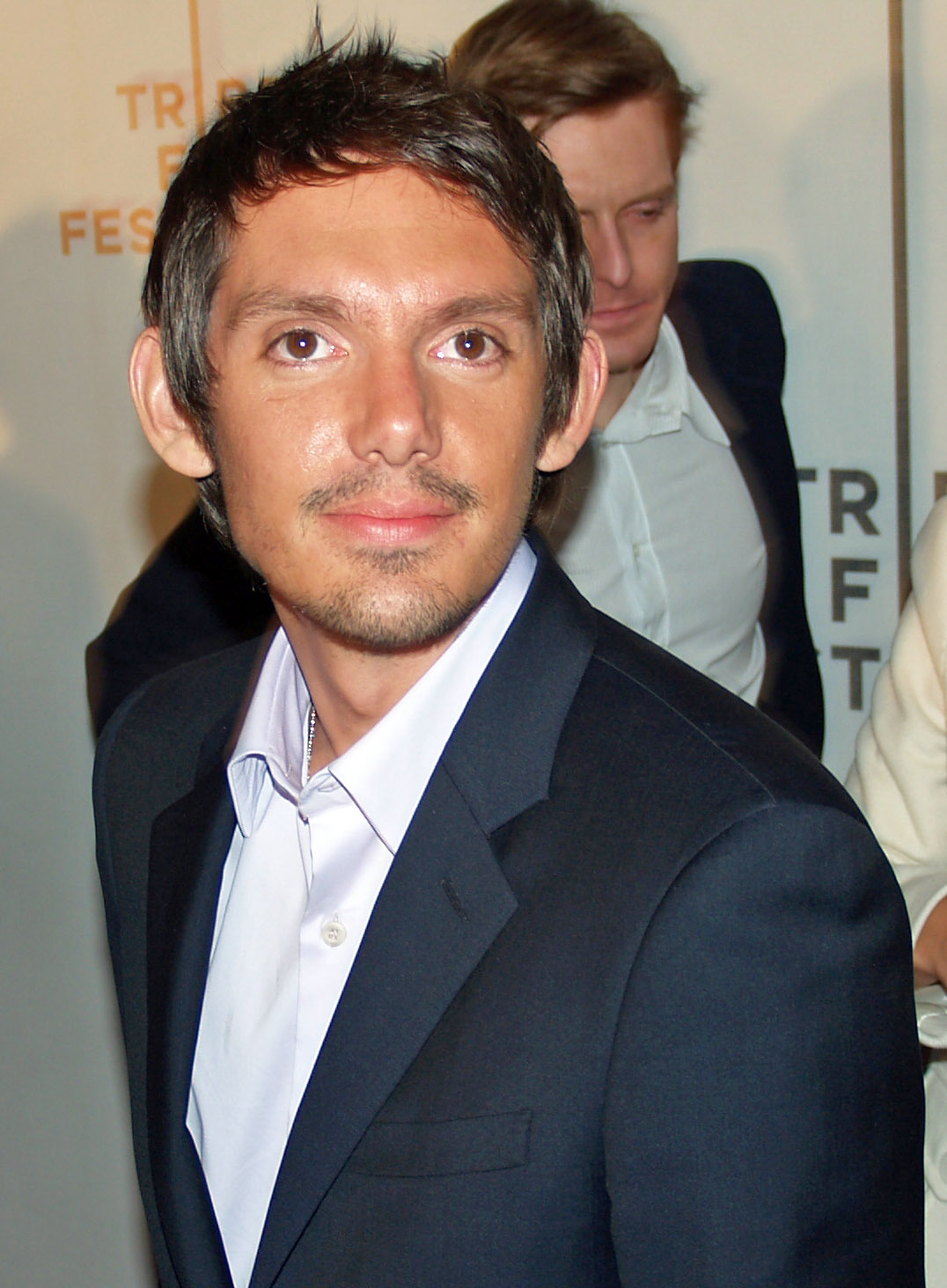
Lukas Haas ganó un premio en los Premios Artista Joven por su actuación en Lady in White

Lukas Haas y Katherine Helmond estuvieron nominados, aunque no ganaron, en los Premios Saturn de 1990. A su vez, Haas ganó en la edición de 1988 de los Premios Artista Joven, en la categoría mejor actor joven en una película de horror o misterio. La película en sí misma estuvo nominada en los Premios Artista Joven como mejor película adolescente de terror y a mejor película de fantasía en la edición de 1989 de Fantasporto.